# Nendeln
Nendeln – wieś w północnym Liechtensteinie, wchodząca w skład gminy Eschen, w regionie Unterland. Miejscowość zamieszkuje 1439 osób.

## Geografia
Nendeln znajduje się na południe od Eschen i na północ od stolicy kraju - Vaduz. Wieś znajduje się u podnóża góry Saroja. W północnej części wsi znajdują się tereny przemysłowe. Przez wieś przechodzi główny trakt komunikacyjny Liechtensteinu łączący szwajcarskie Buchs i austriackie Feldkirch. Ponadto przez Nendeln przebiega linia kolejowa ÖBB, a w samej wiosce znajduje się jedna z trzech stacji na terenie Liechtensteinu.